# Stema Principatului Moldovei

Stema Moldovei în varianta cu o stea între coarne. Desen al stemei din sigiliul lui Ștefan cel Mare

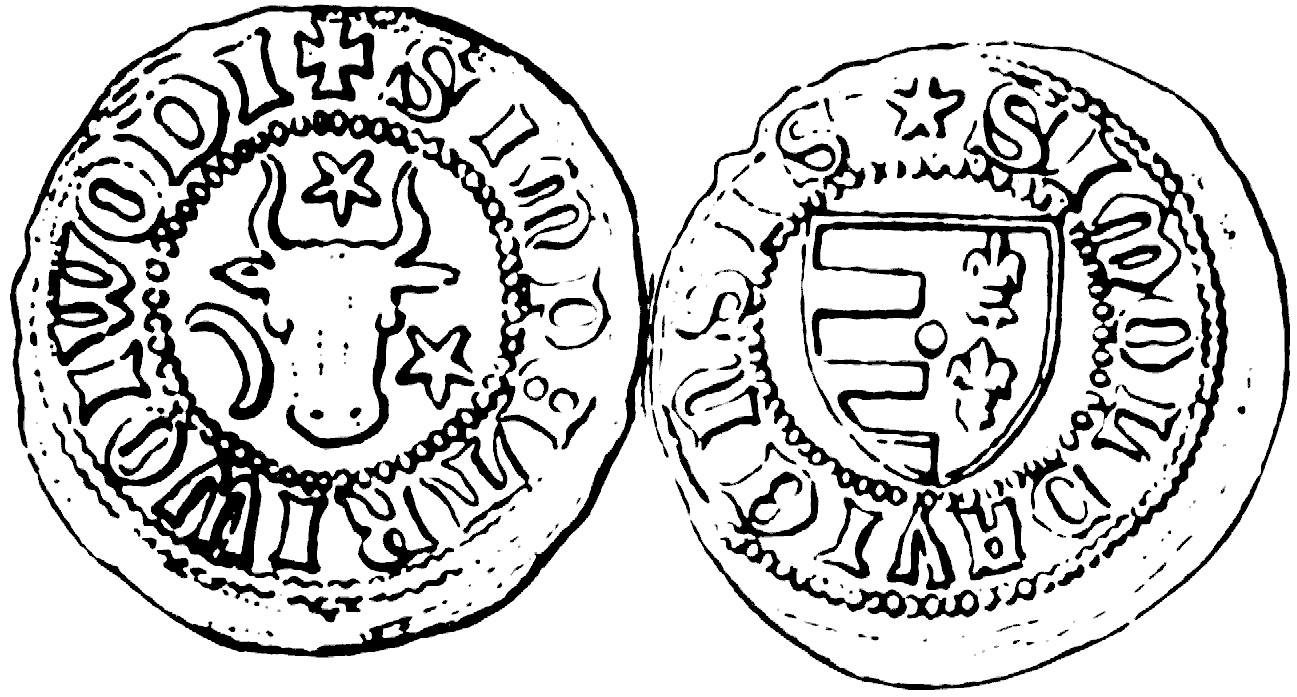
Stema și scutul Moldovei pe Grosul moldovenesc emis de Petru I Mușat.

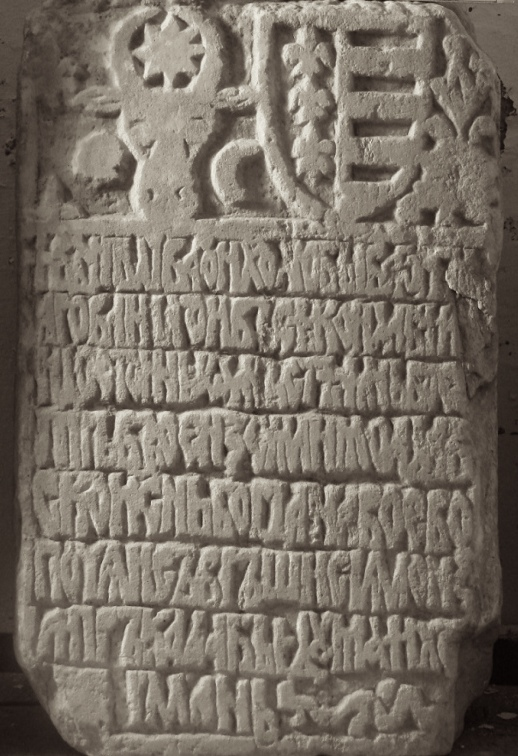
Stema și scutul Moldovei pe o inscripție de la Cetatea Albă în varianta cu soarele între coarne.

Stema principatului Moldovei este reprezentată, în mod tradițional, prin capul de bour, privit frontal, simbolizând puterea, cu soarele, simbolizând luminăția bunei domnii, plasat între coarnele bourului, cu un trandafir heraldic în stânga simbolizând credința, și în dreapta luna, în faza de  crai-nou simbolizând renașterea. Fondul este cinabru (cum se spune roșu în heraldică) simbolizând vitejia. Această stemă constituie elementul de bază al sigiliului Moldovei, al steagului Moldovei, al monedelor moldovenești.
Există, încă din trecutul destul de îndepărtat, variante datorate unor confuzii :
- capul inițial de bour (Bos taurus primigenius), a fost, după dispariția timpurie a acestui animal (sec. XV), luat drept un cap de zimbru (Bison bonasus, la rândul lui dispărut la începutul secolului XVIII)[3];
- trandafirul heraldic a fost luat drept un soare iar soarele dintre coarne a fost luat drept o stea (reprezentată adesea cu 6 raze, sau cu 5 dar cu vârful în jos ; pe unele sigilii, precum și pe Stema României și în Commons[4] figurează o variantă arătând între coarne o stea cu 5 raze și vârful în sus).

Primele monede emise de statul moldovenesc, datând din vremea domniei lui Petru I Mușat, aveau de regulă următoarea legendă în limba latină: SIM PETRI WOIWODI, SIM MOLDAVIENSIS, care se întregește astfel: Signum Petri woiwodi, signum Moldaviensis, pentru ca, în timpul lui Alexandru cel Bun, cea mai frecventă legendă să fie "MONE ALEXANDRI, WD MOLDAVIENSIS, adică Moneda Alexandri, waiwodae Moldaviensis Monedele moldovenești au avut inscripții în limba latină, cu unele excepții, de la întemeiere până la Eustatie Dabija vodă (1661-1665). Printre primele monede cu inscripții slavone sunt cele apărute în vremea lui Bogdan al III-lea (1504-1517).
Cea mai veche pecete domnească cu stema Moldovei este cea atârnată de un document semnat de Petru Mușat la 1377. Legenda, ce înconjoară la margini sigiliul „Petrus voivoda Moldaviensis”. Aceeași stemă, cu capul de bour având coarnele recurbate în afară, apare și pe monedele moldovenești emise de Petru I Mușat. Majoritatea sigiliilor domnești, conținând elementul constitutiv obligatoriu, au legenda în limba slavonă, de exemplu: „Печать ИО Романа воевода Земле Молдавской” („pecetea voievodului Roman al Țării Moldovei”) atârnată de documentul din 30 martie  1392.
Sigiliul atârnat de gramota semnată de Alexandru cel Bun are legenda: „Печать Олександра воеводы, господарь Земли Молдавской”.
Începând din anul 1409, este modificată forma coarnelor bourului, acestea fiind curbate înăuntru, în relație cu dispariția bourului (Bos taurus primigenius) și cu forma coarnelor de zimbru (Bison bonasus încă prezent până la începutul secolului XVIII), amănunt care se va păstra întocmai în toată evoluția istorică a stemei; tot atunci devine mai frecventă simplificarea soarelui până la înlocuirea sa printr-o stea cu cinci colțuri, roza plasată la stânga botului fiind redată cu petale, iar globularul semilună rămânând sub aceeași formă.  Pecețile lui Ștefan cel Mare cuprinzând stema Moldovei au o legendă modestă, inspirând demnitate: „Печать ИО Стефана воевода Земли Молдавской…” : „pecetea voievodului Ștefan al Țării Moldovei”.
Pentru prima dată, la 1563, sub domnia lui Despot Vodă, scutul apare sub o coroană princiară deschisă.
În decursul secolelor al XV-lea și al XVI-lea, stema Moldovei rămâne aproape neschimbată, cele mai semnificative modificări fiind cele ale formei scutului.

Sigiliul lui Petru al II. 1387
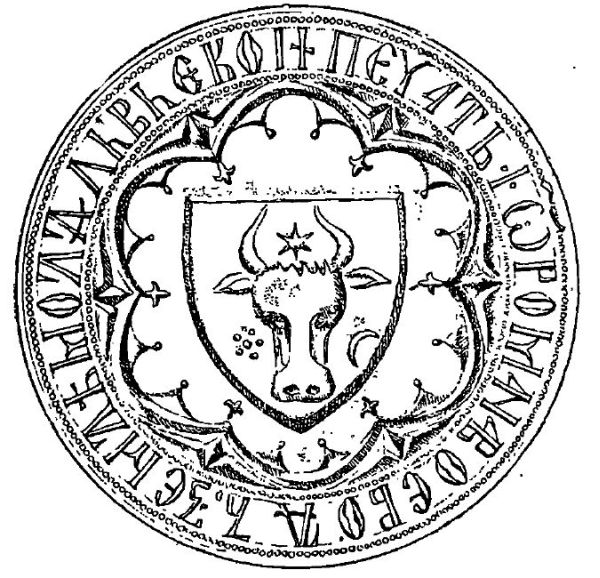
Sigiliul lui Roman I. 1392
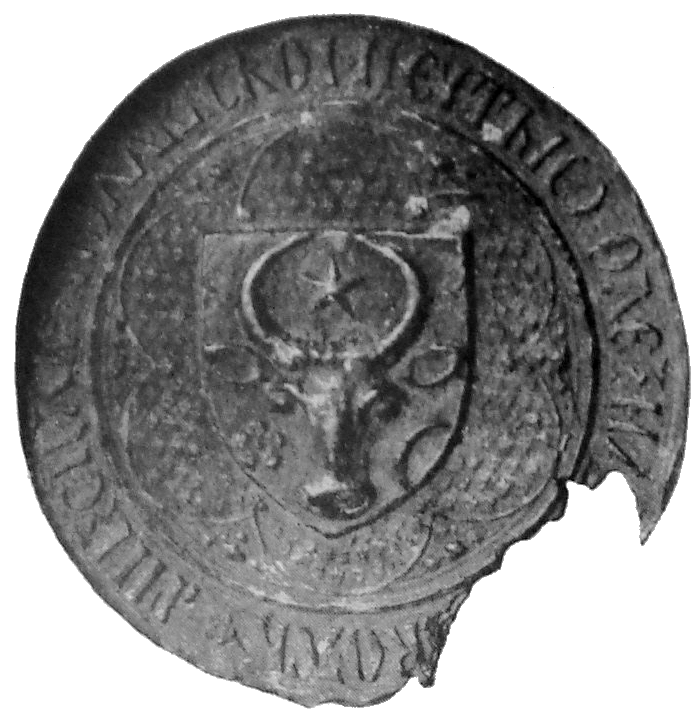
Sigiliul domnesc al lui Alexandru cel Bun
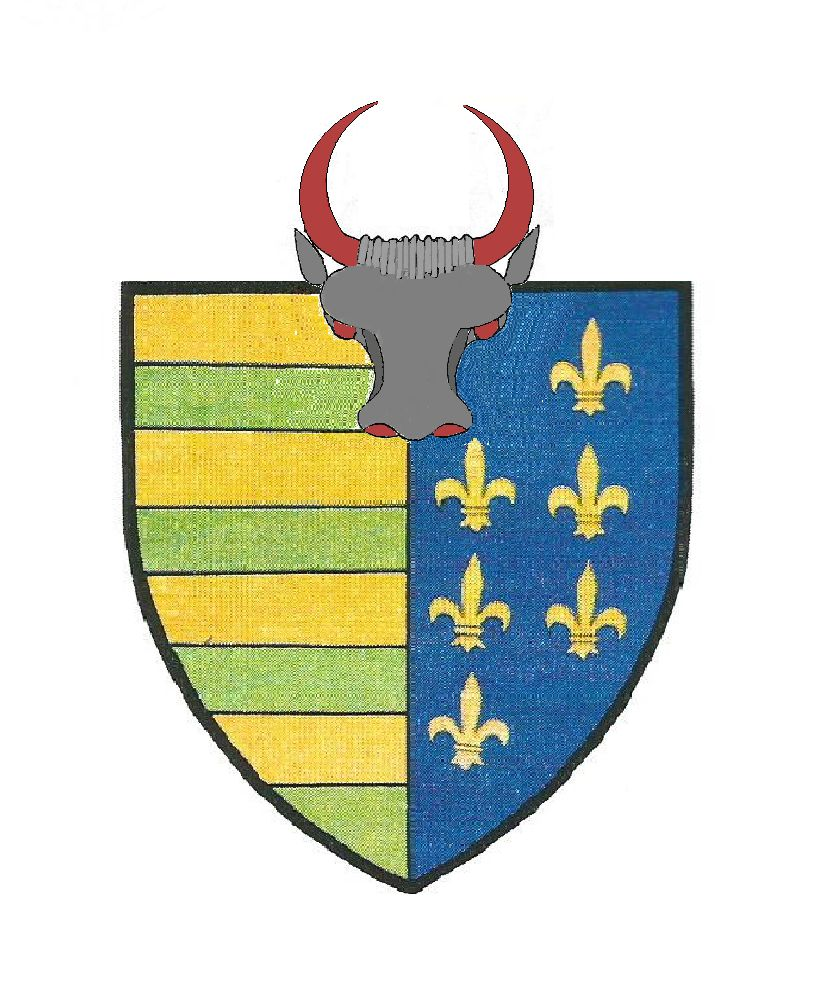
Blazonul lui Alexandru cel Bun
Sigiliul domnesc al lui Ştefan cel Mare
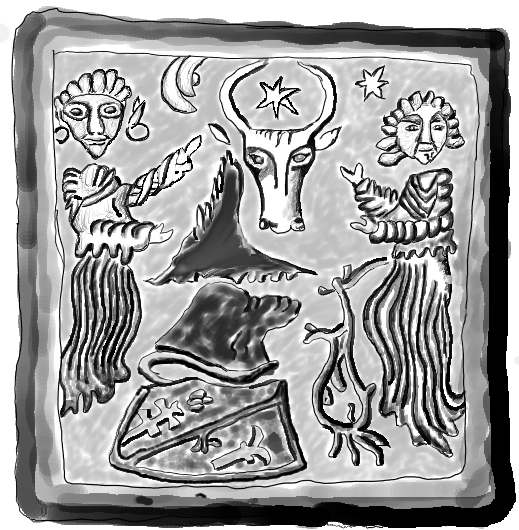
Teracotă cu stema Moldovei descoperită la Cetatea Neamţului
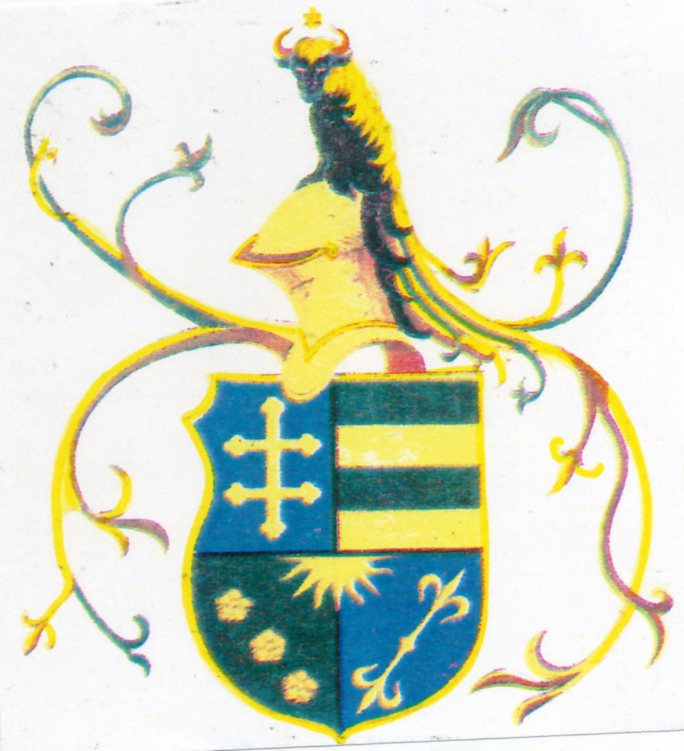
Stema domnitorului Moldovei în armorialul Wijnbergen
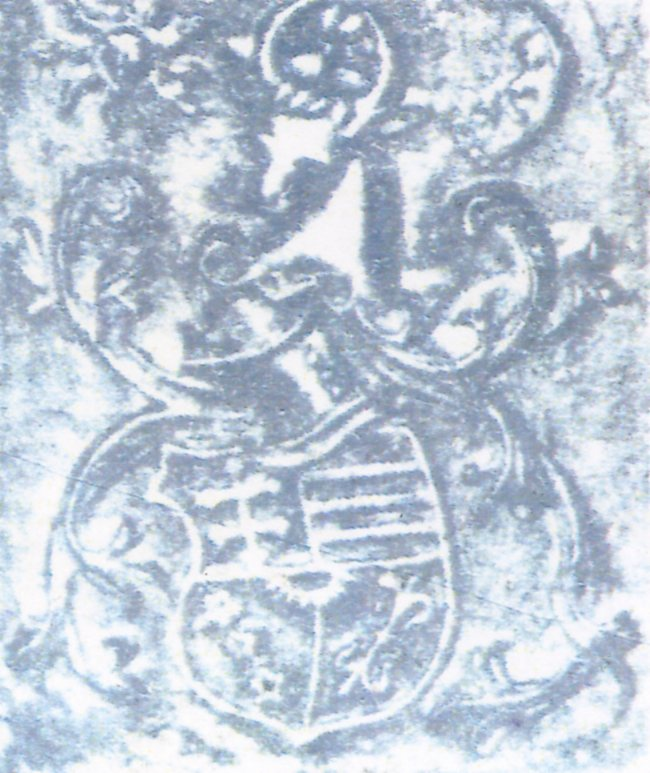
Stema domnitorului Moldovei pe clopotul de la Suceava
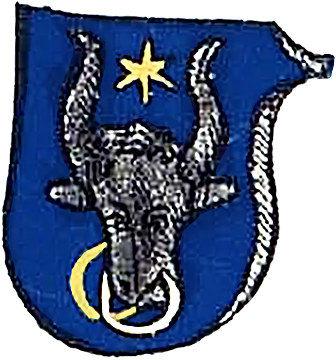
Stema din Statutul polonez al lui Jan Laski. 1506
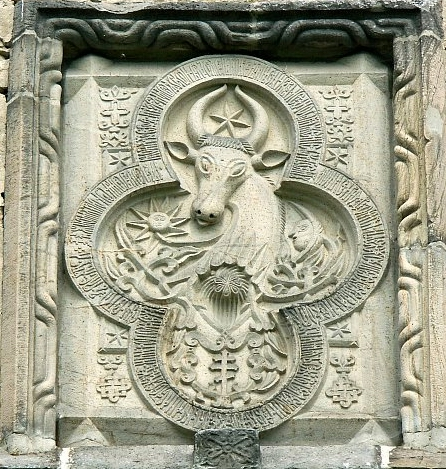
Stema Moldovei, sec al XVI-lea.
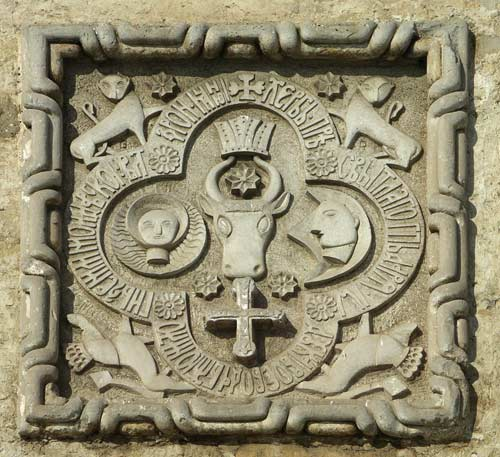
Stema simplă a Moldovei, la Mănăstirea Cetăţuia
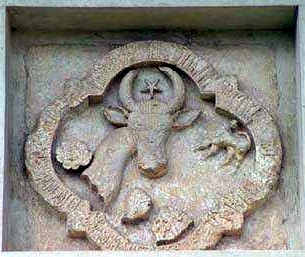
Stema Moldovei 1559
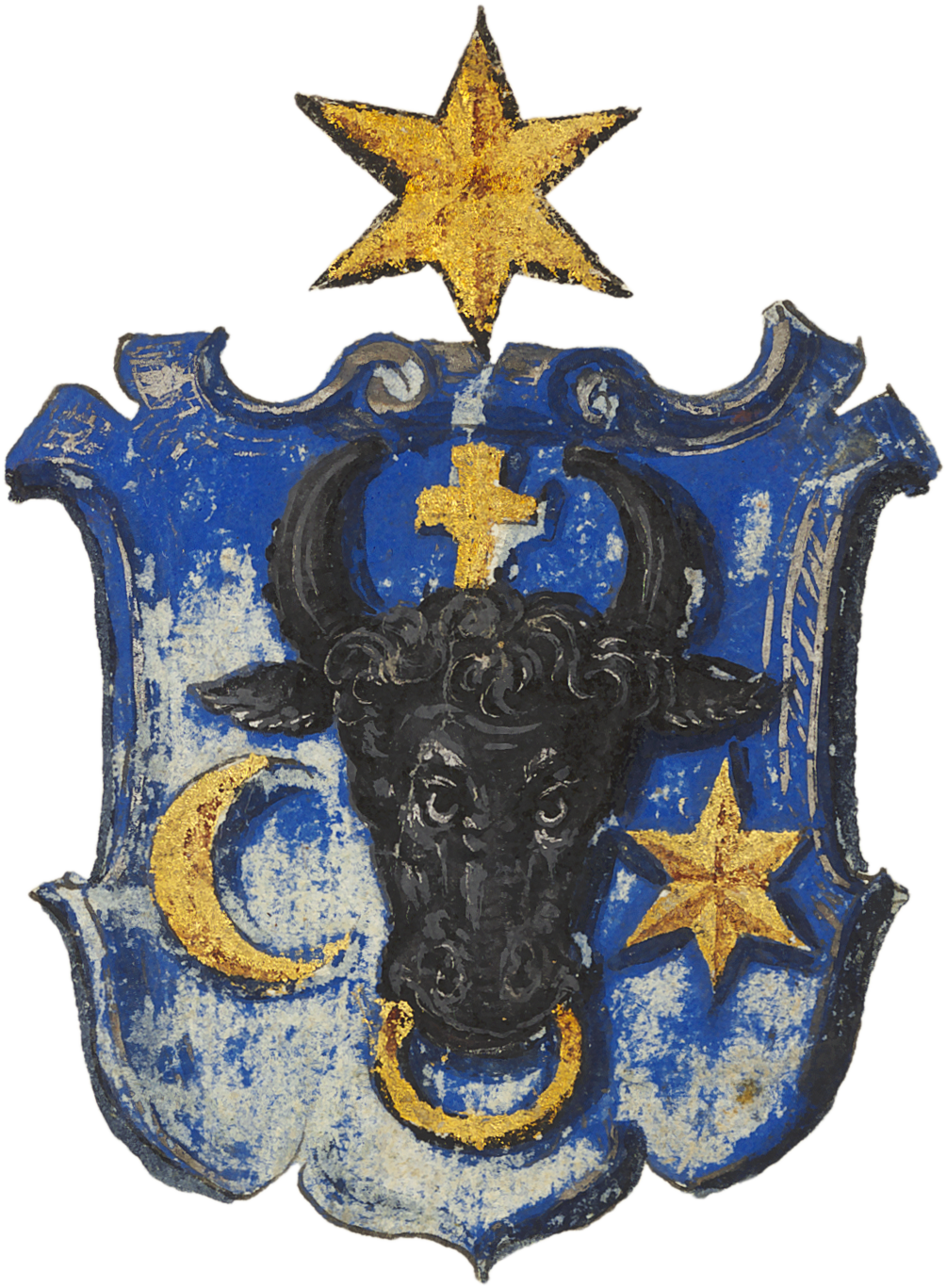
Stema lui Despot Vodă. 1561
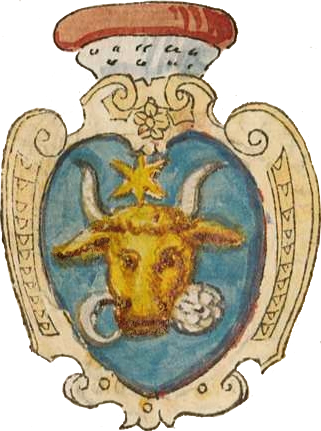
Stema Moldovei de la Großes Wappenbuch. Circa 1586
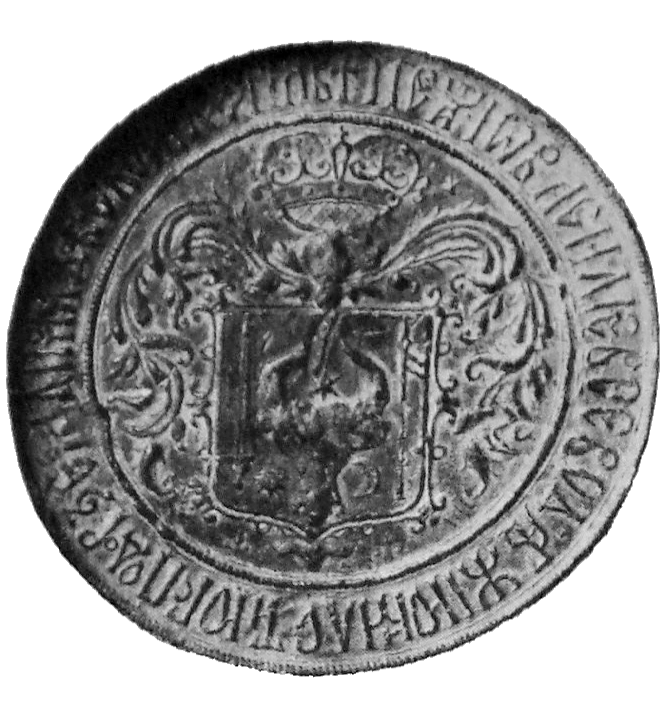
Sigiliul domnesc al lui Vasile Lupu (1641)
Stema Moldovei a lui Vasile Lupu (1643)
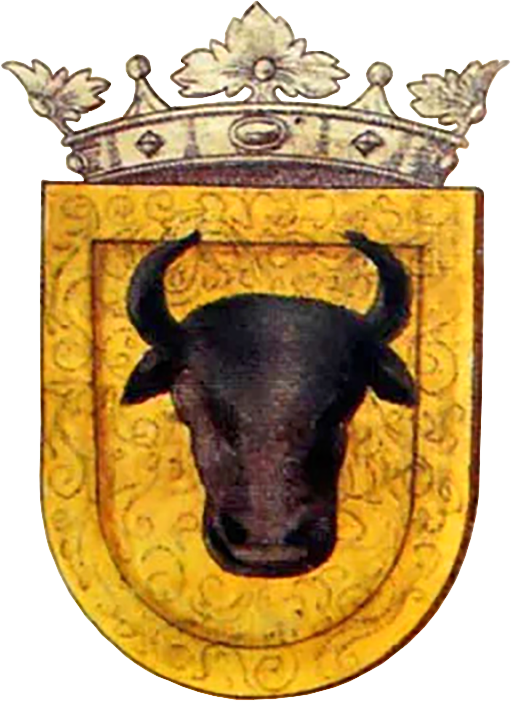
Stema din cartea Stemmatografie de P. R. Vitezovich (1702)
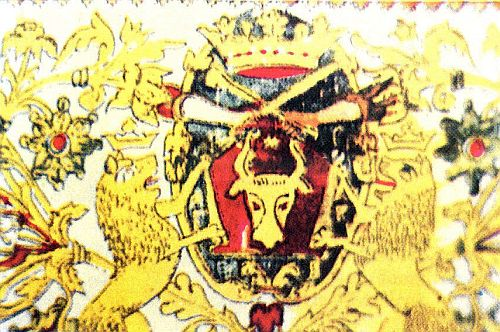
Stema Moldovei, 1775
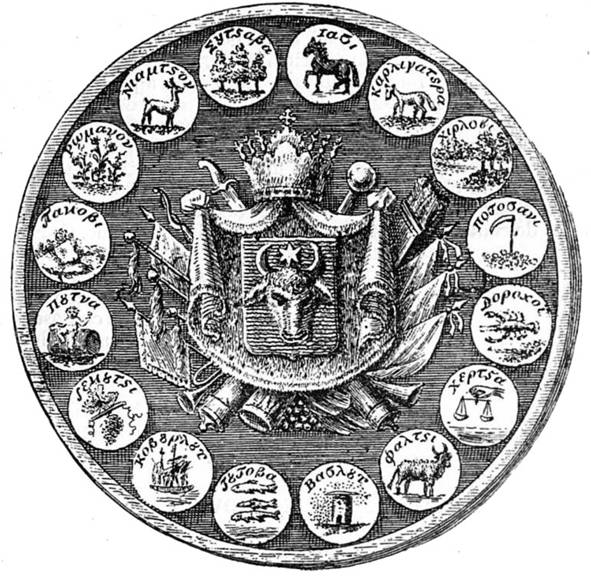
Stema Moldovei, 1806
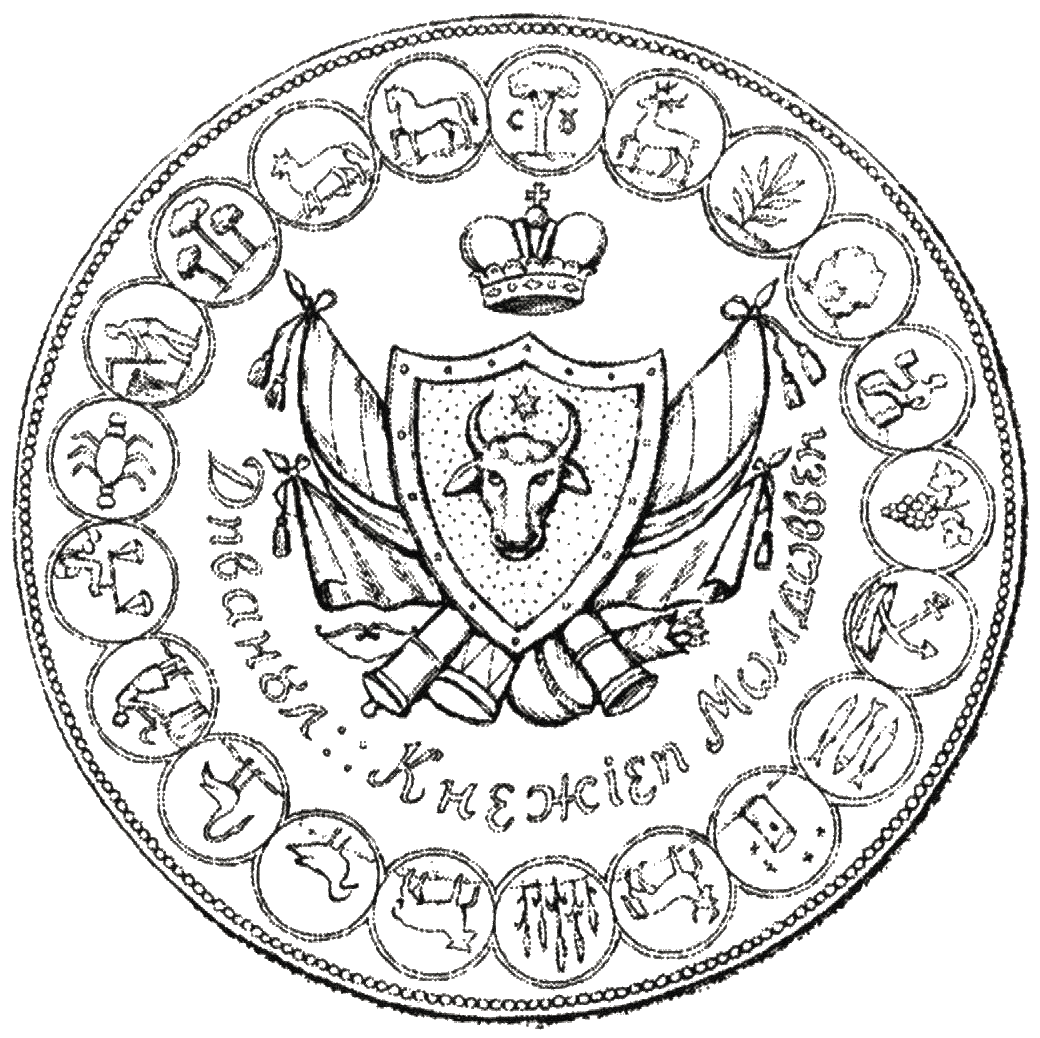
Stema Moldovei, 1807
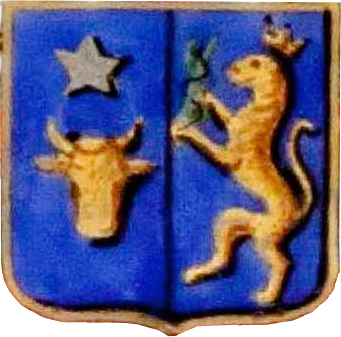
Stema a lui Mihail Sturza
Imaginea stemei de pe stindardul batalionului Principatului Moldovei în 1849
Stema din pașaportul unui cetățean al Principatului Moldovei (1855)

Din secolul al XVII-lea, coroana princiară, ca simbol al puterii suverane, va fi redată chiar deasupra coarnelor, asociată, de multe ori, cu celelalte două simboluri ale puterii: spada și buzduganul.
Este de semnalat că, începând cu domnia lui Vasile Lupu, steaua care flanca, la stânga, botul bourului, se transformă în soare.
În secolul al  XVIII-lea, chiar dacă elementele heraldice vechi rămân în esență aceleași, stema devine tot mai încărcată cu ornamente exterioare, în special trofee cu arme variate, sau este susținută de lei rampanți. 
La începutul secolului al XIX-lea, stema cu capul de bour va fi așezată pe un mantou de purpura căptușit cu hermină. Sub domniile lui Mihail Sturdza și ale lui Grigore Alexandru Ghica se constată tendința de modificare a aspectului animalului heraldic, bourul tradițional fiind înlocuit cu zimbrul iar scutul apărând încadrat între doi delfini afrontați.